# Tyrannochthonius grimmeti
Espèce
Tyrannochthonius grimmeti est une espèce de pseudoscorpions de la famille des Chthoniidae.

## Distribution
Cette espèce est endémique de Nouvelle-Zélande.

## Publication originale
- Chamberlin, 1929 : A synoptic classification of the false scorpions or chela-spinners, with a report on a cosmopolitan collection of the same. Part 1. The Heterosphyronida (Chthoniidae) (Arachnida-Chelonethida). Annals and Magazine of Natural History, sér. 10, vol. 4, p. 50-80.